# Henry Mancini
Enrico 'Henry' Nicola Mancini (født 16. april 1924 i Cleveland, død 14. juni 1994 i Los Angeles) var en amerikansk filmkomponist og orkesterleder, muligvis bedst kendt for musikken til Den lyserøde panter-serie. Han vandt fire Oscars og 72 Grammys.

## Udvalgte film
- Prinsessen holder fridag (1953)
- Uhyret fra den sorte lagune (1954)
- Politiets blinde øje (1958)
- Peter Gunn (1958-61, tv-serie)
- Pigen Holly (1961, Oscar for bedste musik, og Oscar for bedste sang for "Moon River")
- Hektiske dage (1962, Oscar for bedste sang for "Days of Wine and Roses")
- Hatari! (1962)
- Charade (1963)
- Victor/Victoria (1982, Oscar for bedste musik)